# Ludwig von Zimmerle
Franz Joseph Ludwig Zimmerle, seit 1895 von Zimmerle, (* 1. Januar 1832 in  Ellwangen; † 28. März 1907 in Stuttgart) war ein deutscher Reichsgerichtsrat.

## Leben
Er absolvierte von 1849 bis 1856 ein Jurastudium in Tübingen und wurde promoviert. 1855 wurde der Württemberger auf den Landesherrn vereidigt. Von 1862 bis 1870 war er Abgeordneter der Zweiten Kammer für den Wahlbezirk Ellwangen/Amt. Der Katholik Zimmerle galt als großdeutsch und hatte sich im Landtag der ministeriellen Fraktion angeschlossen. Seit 1866 war er Oberjustizassessor in Ellwangen. 1869 beförderte man ihn zum Kreisrichter und I. Staatsanwalt beim Kreisgericht. Am 9. März 1870 erklärte die Abgeordnetenkammer seine Wahl von 1868 für nichtig. In der Nachwahl vom 14. Juli 1870 verlor er gegen Friedrich Retter. 1871 folgte eine weitere Beförderung zum Kreisgerichtsrat und Oberstaatsanwalt. Bei der Landtagswahl am 30. Dezember 1876 erzielte Zimmerle für das Zentrum und Volkspartei nach einem erbitterten Wahlkampf in Rottweil eine Stimme mehr als der nationalliberale Gegenkandidat Obertribunalrat Anton von Boscher. Diese Wahl wurde am 24. Mai 1877 annulliert und bei der Nachwahl am 4. Oktober 1877 wurde Boscher gewählt. 1879 ernannte man ihn zum I. Staatsanwalt und 1886 zum Landgerichtsdirektor. 1891 wurde er an das Reichsgericht berufen. Er war im I. Strafsenat tätig. 1902 trat er in den Ruhestand.

## Familie
Der Landtagsabgeordnete Johann Michael Zimmerle war sein Vater, der Senatspräsident am Reichsgericht Ludwig Zimmerle sein Sohn.

## Ehrungen
- 1882 Ehrenmitglied der katholischen Studentenverbindung KStV Alamannia Tübingen
- 1895: Ehrenkreuz des Ordens der Württembergischen Krone[6]. Mit der Verleihung dieses Ordens war der persönliche Adelstitel (Nobilitierung) verbunden.
- 1901 Kommenturkreuz 2. Klasse des Friedrichs-Ordens[7]

## Schriften
- Das deutsche Stammgutsystem nach seinem Ursprunge und seinem Verlaufe. Tübingen 1857 (Digitalisat).
- Deutsche Strafrechtspraxis, Band II, Stuttgart 1880.